# Залесе (Ланьцутський повіт)
Залесе (пол. Zalesie) — село в Польщі, у гміні Чорна Ланьцутського повіту Підкарпатського воєводства.
Населення — 726 осіб (2011).
У 1975-1998 роках село належало до Ряшівського воєводства.

## Демографія
Демографічна структура станом на 31 березня 2011 року:
|          | Загалом | Допрацездатний вік | Працездатний вік | Постпрацездатний вік |
| -------- | ------- | ------------------ | ---------------- | -------------------- |
| Чоловіки | 337     | 73                 | 231              | 33                   |
| Жінки    | 389     | 95                 | 231              | 63                   |
| Разом    | 726     | 168                | 462              | 96                   |